# SDF1
فاکتور ۱ مشتق از سلول استرومال (انگلیسی: Stromal cell-derived factor 1) یا به‌اختصار «SDF1» که با نام «CXCL12» هم شناخته می‌شود، یک پروتئین از نوعِ کموکین است که در انسان توسط ژن «CXCL12» که بر روی بازوی بلند کروموزوم ۱۰ واقع شده، کدگذاری می‌شود. این پروتئین تقریباً در تمامی بافت‌ها و سلول‌های بدن وجود دارد و دو نوع آلفا و بتا دارد که هر دو موجب فعال‌شدنِ گلبول‌های سفید در مواقع ضروری می‌شوند. ساختِ خودِ این پروتئین نیز توسط برخی عواملِ پیش‌التهابی همچون خانواده اینترلوکین ۱، فاکتور نکروز تومور و لیپوپلی ساکارید تحریک می‌شود. سیگنالینگ از CXCL12 در چندین سرطان مشاهده شده‌است. ژنِ CXCL12 همچنین دارای یکی از ۲۷ چندریختی تک-نوکلئوتید مرتبط با بیماری‌های سرخرگ کرونری است. این ژن از طریق «پیرایش دگرسان» (Alternative splicing) ۷ ایزوفرم مختلف تولید می‌کند.

## عملکرد
پروتئین SDF1 در بسیاری از بافت‌ها از جمله مغز، تیموس، قلب، ریه، کبد، طحال، کلیه و مغز استخوان ساخته می‌شود. این پروتئین یک مادهٔ بسیار قوی کموتاکتیک برای لنفوسیت‌هاست. در مراحل آغازین جنین‌زایی، پروتئین SDF1، سلول‌های بنیادی خونساز را از کبد جنین به مغز استخوان هدایت می‌شود و در ساخت عروق خونی بزرگ دخیل است. ثابت شده که سیگنالینگ این پروتئین، بیان ژنی CD20 را در لنفوسیت‌های بی تنظیم می‌کند. بالاخره، این پروتئین خاصیتِ کموتاکتیک برای سلول‌های بنیادی مزانشیمال هم دارد و هرجا که تخریب التهابی استخوان رخ دهد، در آنها حضور یافته و ساختِ استئوکلاست‌ها را سرکوب می‌کند.
در دوران بلوغ، این پروتئین نقش مهمی در ساخت عروق از طریق به کارگیری «سلول‌های پیش‌ساز رگ» و مکانیسم‌های وابسته به CXCR4 دارد.
در دوران تکامل جنین، پروتئین SDF1 در تشکیل مخچه از طریق مهاجرت سلول‌های عصبی نقش دارد. در درون دستگاه عصبی مرکزی، این پروتئین در تکثیر، رشد، تکامل و گاهی التهاب سلول‌های عصبی مؤثر است. سلول‌های پیش‌ساز عصبی (NPCs) سلول‌های بنیادینی هستند که قابلیت تبدیل به سلول‌های عصبی و سلول‌های گلیال را دارند. پروتئین SDF1 مهاجرت این سلول‌ها به مناطق آسیب‌دیدهٔ مغز را تشدید کرده و بدین ترتیب در ترمیم آن ناحیه نقش دارند. در واقع محور CXCL12/CXCR4 همچون راهنمایی برای مسیر رشد سلول‌های عصبی و آکسون‌هایشان عمل می‌کند و بدین ترتیب در عصب‌سازی دخیل هستند. سرانجام، این پروتئین در التهاب سلول‌های عصبی و همچنین جذب و عبور گلبول‌های سفید از خلالِ سد خونی مغزی مؤثر است. در عین حال باید توجه داشت که تولید بیش از SDF1 در مغز می‌تواند با عواقب جدی همراه است.

## اهمیت بالینی
سیگنالینگ این پروتئین به‌همراهِ ACKR3 در پیشرفت سرطان لوزالمعده نقش دارد. در دستگاه ادراری، متیلاسیون ناحیهٔ پروموتر ژن CXCL12 و بیان PD-L1 ممکن است یک فاکتور پیش‌گویی‌کنندهٔ بیوشیمیایی قوی برای احتمال عود سرطان پروستات بدنبال جراحی و برداشتن پروستات باشد و مطالعاتی جهت استفاده از این روش برای این منظور در جریان است. در زمینهٔ سرطان‌شناسی، فیبروبلاست‌های مرتبط با ملانوما به‌دنبالِ تحریک گیرنده آدنوزین A2B و سپس تحریک فاکتور رشد فیبروبلاست و افزایش بیان ژنی CXCL12، تحریک به رشد می‌شوند.
این پروتئین در تشدید التهاب، آسیب آکسونی و در نهایت پیشرفت بیماری ام‌اس نقش دارد.
بر خلاف نقش منفیِ SDF1 در بیماری ام‌اس، این پروتئین در بیماری آلزایمر نقش مفیدی دارد. در واقع تجویز این پروتئین در موش‌ها، از جایگیری نادرست ملکول‌های PAK در مکان نامناسب و ایجاد آلزایمر جلوگیری نمود. درمان با CXCL همچنین از آپوپتوز و آسیب اُکسیداتیو به یاخته‌های عصبی در اثر پلاک‌های آمیلوئید جلوگیری کرد.

## برای مطالعهٔ بیشتر
- Kucia M, Reca R, Miekus K, Wanzeck J, Wojakowski W, Janowska-Wieczorek A, Ratajczak J, Ratajczak MZ (August 2005). "Trafficking of normal stem cells and metastasis of cancer stem cells involve similar mechanisms: pivotal role of the SDF-1-CXCR4 axis". Stem Cells. 23 (7): 879–94. doi:10.1634/stemcells.2004-0342. PMID 15888687.
- Kryczek I, Wei S, Keller E, Liu R, Zou W (March 2007). "Stroma-derived factor (SDF-1/CXCL12) and human tumor pathogenesis". American Journal of Physiology. Cell Physiology. 292 (3): C987-95. doi:10.1152/ajpcell.00406.2006. PMID 16943240.
- Stellos K, Gawaz M (March 2007). "Platelets and stromal cell-derived factor-1 in progenitor cell recruitment". Seminars in Thrombosis and Hemostasis. 33 (2): 159–64. doi:10.1055/s-2007-969029. PMID 17340464.
- Wang J, Liu X, Lu H, Jiang C, Cui X, Yu L, Fu X, Li Q, Wang J (March 2015). "CXCR4(+)CD45(-) BMMNC subpopulation is superior to unfractionated BMMNCs for protection after ischemic stroke in mice". Brain, Behavior, and Immunity. 45: 98–108. doi:10.1016/j.bbi.2014.12.015. PMC 4342301. PMID 25526817.
- Arya M, Ahmed H, Silhi N, Williamson M, Patel HR (2007). "Clinical importance and therapeutic implications of the pivotal CXCL12-CXCR4 (chemokine ligand-receptor) interaction in cancer cell migration". Tumour Biology. 28 (3): 123–31. doi:10.1159/000102979. PMID 17510563.